# Victoria Silvstedt
Karin Victoria Silvstedt (Skellefteå, 1974. szeptember 19. –) svéd fotómodell, az év Playboy-Playmate-je 1997-ben, és színésznő. Rádiós és tévés műsorvezetőként, énekesként is dolgozott, valamint síelő is volt.

## Biográfia és pályafutása

### Fotómodell
Tizenhat évesen részt vett a helyi „Legjobb színlelt orgazmus” versenyben egy helyi bárban. Egy tévét nyert, amiről édesanyjának azt hazudta, szerencsejátékon nyerte. Második helyezett lett a svéd szépségversenyen, amit Johanna Lind nyert. Ezután egy párizsi céghez szerződött le modellnek, dolgozott többek közt a Chanel, Christian Dior, Loris Azzaro, Givenchy, Valentino és Giorgio Armani cégeknek.
Silvstedt azóta folyamatosan modellkedik számos nemzetközi magazinnak, mint az FHM, a Glamour, a GQ, a Maxim és a Vanity Fair, és a különböző márkáknál is dolgozik. 1993-ban fényképezték először teljesen meztelenül egy magazin számára, majd 1996-ban a Playboy magazin decemberi számában szerepelt. A következő évben az év Playmate-jének választották. A Nuts magazin 2005-ben a világ második legszexibb szőkéjének választotta, Jennifer Ellison színésznő után.

### Énekesnő
1999-ben megjelent egy eurodance-albuma az EMI kiadónál Girl on the Run címmel, Svédországban aranylemez lett. Három sikeres kislemeze a „Rocksteady Love”, a „Hello Hey” és a „Party Line”. Silvstedt kiadta negyedik kislemezét, „Saturday Night” címmel.
Silvstedt azt mondta, szeret énekelni, de ez csak egy szenvedély, és hogy ő nem úgy látja magát, hogy teljes munkaidőben ebből lehetne karrierje.
2024. november 26-án jelentette be az SVT, hogy az énekesnő bejutott a versenydalával a Melodifestivalen következő évi mezőnyébe. A Love It! című dalt először a március 1-jén rendezett ötödik elődöntőben adta elő Jönköpingben, ahol az utolsó helyen végzett.

### Színésznő
Silvstedt színészként a Melrose Place sorozatban, illetve több hollywoodi filmben szerepelt. Ezek közé tartozik Basebolondok (1998), The Independent (2000), Meredek pálya (2001) és Hajó a vége (2002). Jelenleg európai, főleg olasz filmekben vállal szerepeket.

### Televíziós műsorvezető
Műsorvezetői karrierjét az Egyesült Királyságban kezdte, de Olaszországban is dolgozott tévéműsorokban. A Szerencsekerék műsort Olasz-, Francia- és Törökországban is vezette, ezzel ő a műsor történetében az egyetlen, aki egyszerre három országban is vezette.
2010-ben, Silvstedt házigazdája saját televíziós műsorának, a Sport by Victoria-nak, az Eurosport csatornán a 2010-es téli olimpiai játékok alatt. A program bevezető volt a különböző téli sportok előtt, és ez történt a angol és francia nyelven is.

### Valóság televízió
A valóság sorozat Victoria Silvstedt: My Perfect Life címmel 2008-ban adták és látható az Európában, Ázsiában, Egyesült Államokban, Latin-Amerikában és Ausztráliában.
Az első évad lefedi Silvstedt a magánélet és a munka, utána a Saint-Tropez, Monaco, Cannes, Párizs, Róma, London, Helsinki, Stockholm, Los Angelesben és New Yorkban. Silvstedt is látogatást családjával egy kis faluban az Észak-Svédországban, ahol felnőttem, időtöltést vele gyermekkori barátok.

## Magánélet
2000 júniusában férjhez ment Chris Wragge-hoz, a New York-i tévébemondóhoz. Silvstedt és Wragge éltek Kaliforniában, majd Houstonban és Texasban, mielőtt New Yorkba költöztek 2004-ben. 2007-től külön élnek, de még nem váltak el.
Silvstedt folyékonyan angolul, franciául és olaszul beszél, svéd anyanyelvén kívül.

## Mérkőzések aPlayboykülönkiadásokban
- Playboy's Blondes, Brunettes & Redheads, június 2003
- Playboy's Sexy 100, február 2003
- Playboy's Girls of Summer, május 2001
- Playboy's Nude Playmates, április 2001
- Playboy's Book of Lingerie Vol. 75, szeptember 2000
- Playboy's Voluptuous Vixens Vol. 3, október 1999
- Playboy's Celebrating Centerfolds Vol. 3, október 1999
- Playboy's Girls of Summer, június 1999
- Playboy's Book of Lingerie Vol. 67, május 1999
- Playboy's Playmates in Bed Vol. 3, február 1999
- Playboy's Playmate Tests, november 1998
- Playboy's Body Language, október 1998
- Playboy's Girls of Summer, május 1998
- Playboy's Wet & Wild, április 1998
- Playboy's Book of Lingerie Vol. 59, január 1998
- Playboy's Book of Lingerie Vol. 58, november 1997
- Playboy's Playmate Review Vol. 13, július 1997
- Playboy's Nude Playmates, június 1997

## Filmográfia

### Filmszerepek
| Év   | Magyar cím    | Eredeti cím                    | Szerep               |
| ---- | ------------- | ------------------------------ | -------------------- |
| 1998 | Basebolondok  | BASEketball                    | magát (cameo-szerep) |
| 1998 | Bikini buli   | Beach Movie                    | Stephanie            |
| 2000 |               | The Independent                | Blossom              |
| 2000 |               | Ivans XTC                      | Melanie              |
| 2000 | Vesszőfutás   | Naken                          | Stephanie            |
| 2001 |               | Cruel Game                     | Ingrid               |
| 2001 | Meredek pálya | Out Cold                       | Inga                 |
| 2002 |               | Un maresciallo in gondola      | Kim Novak            |
| 2002 | Hajó a vége   | Boat Trip                      | Inga                 |
| 2003 |               | The Last Race                  | ördög nő             |
| 2003 |               | La mia vita a stelle e strisce | Wendy                |
| 2007 |               | Matrimonio alle Bahamas        | Patricia             |
| 2008 |               | Un'estate al mare              | Eva                  |
| 2010 | Szívrablók    | L'Arnacœur                     | nő                   |

### Televíziós sorozat
| Év   | Magyar cím             | Eredeti cím                         | Szerep                   | Megjegyzések |
| ---- | ---------------------- | ----------------------------------- | ------------------------ | ------------ |
| 1998 |                        | Sin City Spectacular                | nő                       | 1 epizód     |
| 1999 |                        | Unhappily Ever After                | Brandy                   | 1 epizód     |
| 1999 |                        | Malibu, CA                          | Inga                     | 1 epizód     |
| 1999 | Melrose Place          | Melrose Place                       | Ingrid                   | 2 epizód     |
| 2000 | Tengerparti fenegyerek | Son of the Beach                    | Eva Rommel               | 2 epizód     |
| 2003 |                        | Ocean Ave.                          | Detektív Johanna Marsden | 6 epizód     |
| 2008 |                        | Victoria Silvstedt: My Perfect Life | magát                    | valóság      |

## Diszkográfia

### Stúdióalbumok
- Girl on the Run (1999)

### Kislemezek
- Rocksteady Love (1999)
- Hello Hey (1999)
- Party Line (2000)
- Saturday Night (2010)
- Love It! (2025)